# Mistrovství světa v ledolezení 2022
Mistrovství světa v ledolezení 2022 (anglicky UIAA Ice Climbing World Championships) proběhlo 26.-29. ledna ve švýcarském v Saas-Fee v ledolezení na obtížnost i rychlost.

## Průběh závodů
Po kvalifikacích proběhlo v pátek finále v lezení na rychlost a v sobotu finále v lezení na obtížnost. Ruští závodníci závodili za RMF.

## Výsledky mužů a žen
| obtížnost                          | obtížnost                 | rychlost                           | rychlost               |
| ---------------------------------- | ------------------------- | ---------------------------------- | ---------------------- |
| muži                               | ženy                      | muži                               | ženy                   |
| 1. Louna Ladevant                  | 1. Petra Klinglerová      | 1. Mohsen Beheshti Rad             | 1. Natalja Savická     |
| 2. Benjamin Bosshard               | 2. Anastasia Astakhova    | 2. Nikita Glazyrin                 | 2. Iuliia Filateva     |
| 3. Tristan Ladevant                | 3. Franziska Schönbächler | 3. Danila Bikulov                  | 3. Marija Tolokoninová |
|                                    |                           |                                    |                        |
| 4. Nikolaj Kuzovlev                | 4. Vivien Labarile        | 4. Pavel Shubin                    | 4. Irina Dubovtseva    |
| 5. Tyler Kempney                   | 5. Laura Von Allmen       | 5. Mohammadreza Safdarian Korouyeh | 5. Anna Pavliuk        |
| 6. Mohammadreza Safdarian Korouyeh | 6. Enni Bertling          | 6. Vadim Malshchukov               | 6. Ekaterina Nemova    |
| 7. Virgile Devin                   | 7. Haruko Takeuchi        | 7. Anton Nemov                     | 7. Olga Kosek          |
| 8. Ivan Loshchenko                 | 8. Marianne van der Steen | 8. Maxim Vlasov                    | 8. Catalina Shirley    |
| 8 finalistů                        | 8 finalistek              | 16 finalistů                       | 16 finalistek          |
| 16 semifinalistů                   | 16 semifinalistek         | —                                  | —                      |
| 54 mužů                            | 33 žen                    | 38 mužů                            | 22 žen                 |

### Medaile podle zemí
| pořadí | stát      | Zlatá medaile | Stříbrná medaile | Bronzová medaile | celkem |
| ------ | --------- | ------------- | ---------------- | ---------------- | ------ |
| 1.     | Rusko     | 1             | 3                | 2                | 6      |
| 2.     | Švýcarsko | 1             | 1                | 1                | 3      |
| 3.     | Francie   | 1             | 0                | 1                | 2      |
| 4.     | Írán      | 1             | 0                | 0                | 1      |